# 녹두신문
《녹두신문》은 1993년부터 운영되어온 아리컴 PC통신서비스가 1997년에 정보통신연대INP을 운영주체로 녹두넷으로 명칭을 변경하며 독립네트워크운동을 전개했으며, 미디어를 활용한 독립언론운동의 일환으로 인터넷 녹두신문을 함께 창간하면서 시작되었다. 전주주민카드반대운동을 적극적으로 펼쳤으며, 정보민주주의를 주창하며 정보독점반대, OS의 다중화를 위해 리눅스 대중화 운동, 아래로부터의 정보통신한마당을 개최해 정보민주화운동에 앞장섰다. 2001년에는 인터넷 생방송 및 영상 취재 및 녹두방송을 운영하며 퍼블릭엑세스 운동을 전개하며 인터넷방송을 사회운동영역으로 포함시키는데 공헌했다. 2013년도에 정보통신연대INP와 교육공동연구원이 함께  전북미디어언론협동조합의 창립을 계기로 전북미디어언론조합 기관지로 전환되었다. 노동, 사회, 정치의 뉴스를 전하고 있다.